# العلاقات التشيكية الماليزية
العلاقات التشيكية الماليزية هي العلاقات الثنائية التي تجمع بين التشيك وماليزيا.

## مقارنة بين البلدين
هذه مقارنة عامة ومرجعية للدولتين:
| وجه المقارنة                                              | التشيك                                                                            | ماليزيا       |
| --------------------------------------------------------- | --------------------------------------------------------------------------------- | ------------- |
| المساحة (كم2)                                             | 78.87 ألف                                                                         | 330.29 ألف    |
| عدد السكان (نسمة)                                         | 10.52 مليون                                                                       | 31.62 مليون   |
| الكثافة السكانية (ن./كم²)                                 | 133.38                                                                            | 95.73         |
| العاصمة                                                   | براغ                                                                              | كوالالمبور    |
| اللغة الرسمية                                             | اللغة التشيكية                                                                    | لغة ماليزية   |
| العملة                                                    | كرونة تشيكية، كرونة تشيكوسلوفاكية                                                 | رينغيت ماليزي |
| الناتج المحلي الإجمالي (بليون دولار)                      | 215.73 مليار                                                                      | 314.50 مليار  |
| الناتج المحلي الإجمالي (تعادل القوة الشرائية) بليون دولار | 356.15 مليار                                                                      | 817.43 مليار  |
| الناتج المحلي الإجمالي الاسمي للفرد دولار أمريكي          | 17.55 ألف                                                                         | 9.77 ألف      |
| الناتج المحلي الإجمالي للفرد دولار أمريكي                 | 31.19 ألف                                                                         | 25.64 ألف     |
| مؤشر التنمية البشرية                                      | 0.878                                                                             | 0.779         |
| رمز المكالمات الدولي                                      | +420                                                                              | +60           |
| رمز الإنترنت                                              | .cz                                                                               | .my           |
| المنطقة الزمنية                                           | ت ع م+01:00، ت ع م+02:00، توقيت وسط أوروبا، توقيت وسط أوروبا الصيفي، أوروبا/براغ ‏ | ت ع م+08:00   |

## منظمات دولية مشتركة
يشترك البلدان في عضوية مجموعة من المنظمات الدولية، منها:
| علم المنظمة | اسم المنظمة                               | تاريخ انضمام التشيك | تاريخ انضمام ماليزيا |
| ----------- | ----------------------------------------- | ------------------- | -------------------- |
|             | مؤسسة التنمية الدولية                     | 1993                | 24 سبتمبر 1960       |
|             | يونسكو                                    | 22 فبراير 1993      | 16 يونيو 1958        |
|             | مؤسسة التمويل الدولية                     | 1993                | 20 مارس 1958         |
|             | منظمة حظر الأسلحة الكيميائية              | ?                   | ?                    |
|             | الأمم المتحدة                             | 19 يناير 1993       | 17 سبتمبر 1957       |
|             | الاتحاد الدولي للاتصالات                  | 1993                | 3 فبراير 1958        |
|             | منظمة الشرطة الجنائية الدولية             | ?                   | ?                    |
|             | البنك الدولي للإنشاء والتعمير             | 1993                | 7 مارس 1958          |
|             | الاتحاد البريدي العالمي                   | ?                   | ?                    |
|             | المركز الدولي لتسوية المنازعات الاستشارية | 22 أبريل 1993       | 14 أكتوبر 1966       |
|             | وكالة ضمان الاستثمار متعدد الأطراف        | 1993                | 6 ديسمبر 1991        |
|             | منظمة التجارة العالمية                    | ?                   | ?                    |
|             | الفريق المعني برصد الأرض                  | ?                   | ?                    |

## وصلات خارجية
- موقع وزارة الخارجية التشيكية
- موقع وزارة الخارجية الماليزية